# Comisión Nacional para la Protección de los Derechos del Niño de la India
La Comisión Nacional para la Protección de los Derechos del Niño de la India, o NCPCR (National Commission for Protection of Child Rights), es el organismo de gobierno de la República de la India encargado de asegurar el correcto ejercicio de los derechos infantiles garantizados en la parte III de la Constitución de la India y en la Convención de las Naciones Unidas sobre los Derechos del Niño.

## Funciones y atribuciones
Las funciones de la Comisión Nacional para la Protección de los Derechos del Niño de la India están tipificadas en el Acta de las Comisiones para la Protección de los Derechos del Niño, sancionada por el parlamento en el año 2005. La misma establece las siguientes facultades para la NCPCR:
- Examinar y revisar las salvaguardas provistas por o bajo cualquier ley vigente por el momento para la protección de los derechos del niño y recomendar medidas para su implementación efectiva;
- Presentar al Gobierno Central, anualmente y en otros intervalos, según lo considere conveniente la comisión, informes sobre el funcionamiento de esas salvaguardas;
- Investigar potenciales casos de violación de los derechos del niño y recomendar el inicio de procedimientos judiciales en tales ocasiones;
- Examinar todos los factores que inhiben el disfrute de los derechos de los niños afectados por terrorismo, violencia comunitaria, disturbios, desastres naturales, violencia doméstica, VIH / SIDA, tráfico, maltrato, tortura y explotación, pornografía y prostitución y recomendar medidas correctivas apropiadas;
- Examinar los asuntos relacionados con los niños que necesitan cuidados y protección especiales, incluidos los niños en peligro, los niños marginados y desfavorecidos, los niños en conflicto con la ley, los niños menores sin familia y los niños de prisioneros y recomendar medidas correctivas apropiadas;
- Estudiar tratados y otros instrumentos internacionales y realizar revisiones periódicas de las políticas, programas y otras actividades existentes sobre los derechos del niño y hacer recomendaciones para su implementación efectiva en el mejor interés de los niños;
- Emprender y promover la investigación en el campo de los derechos del niño;
- Difundir el derecho de los niños a la alfabetización dentro de la sociedad y promover la conciencia de las salvaguardas disponibles para la protección de este y demás derechos a través de publicaciones, medios de comunicación, seminarios y otros medios disponibles;
- Inspeccionar o hacer que se inspeccione cualquier hogar de custodia de menores, o cualquier otro lugar de residencia o institución destinada a niños, bajo el control del Gobierno Central o de cualquier gobierno estatal o cualquier otra autoridad, incluida cualquier institución administrada por una organización social;
- Investigar las quejas y tomar nota sobre asuntos relacionados con:
  1. Privación y violación de los derechos del niño;
  2. No aplicación de las leyes que prevén la protección y el desarrollo de los niños;
  3. Incumplimiento de las decisiones de políticas, directrices o instrucciones destinadas a mitigar las dificultades y garantizar el bienestar de los niños y proporcionar alivio a dichos niños;
- Analizar las leyes, políticas y prácticas existentes para evaluar el cumplimiento de la Convención sobre los derechos del niño, realizar consultas y producir informes sobre cualquier aspecto de la política o práctica que afecte a los niños y comentar sobre la nueva legislación propuesta relacionada con los derechos del niño:
- Recopilar y analizar datos sobre niños;
- Promover la incorporación de los derechos del niño en el currículo escolar, la capacitación de maestros o el personal que se ocupa de los niños.